# Peristedion amblygenys
Peristedion amblygenys és una espècie de peix pertanyent a la família dels peristèdids. És un peix marí, demersal i de clima tropical que viu fins als 82 m de fondària. Es troba al Pacífic occidental central: les illes Filipines.
És inofensiu per als humans.